# 알주르 아브레니카
알주르 아브레니카(Aljur Abrenica, 1990년 3월 24일 ~ )는 필리핀의 배우이다.